# Belzebubs
Belzebubs ist eine fiktive Band, die vom finnischen Comiczeichner JP Ahonen entworfen wurde. Das satirische Webcomic zur Black-Metal-Szene wurde in sechs Sprachen veröffentlicht und in diversen Metal-Magazinen abgedruckt. 2019 erschien ein Buch.

## Fiktive Bandgeschichte
Ursprünglich als Trio bestehend aus Hubbath, Sløth und Izkariot wurde die Band 2002 gegründet. Das Debütalbum Quis Novit Daemonis Astus erschien 2006 als Eigenproduktion. Anschließend trat Obesyx in die Band ein. 2009 erschien ein zweites selbstproduziertes Album namens Moth of Satanas. Anschließend unterschrieb die Band bei Døden Records.
Durch einige unvorhersehbare Events wurde das Bandprojekt für fast eine Dekade auf Eis gelegt. 2018 wurde die Band mit Schlagzeuger Samaël reaktiviert und die Gruppe konnte bei Century Media unterschreiben.

## Reale Bandgeschichte
Belzebubs ist ein Webcomic vom finnischen Comiczeichner JP Ahonen, das die Geschichte der fiktiven Band Belzebubs behandelt. Basierend darauf wurde eine Band konzipiert.
Im Juni 2018 wurde die Single Blackened Call veröffentlicht. Das dazugehörige Video wurde bis heute etwa 2,3 Millionen Mal angesehen. Anfang 2019 folgte die zweite Single Cathedrals Of Mourning. Beide Videos zeigen Zeichentrickaufnahmen der Band im Stile von Immortal und Emperor.
Am 26. April 2019 erschien das reale Debütalbum der Comic-Band unter dem Namen Pantheon of the Nightside Gods über Century Media. Produzent war Dan Swanö. Die tatsächliche Identität der Bandmitglieder ist bisher nicht offen gelegt.

## Musikstil
Musikalisch handelt es sich bei Belzebubs um eine optisch an den nordischen Black Metal angelehnte Band, deren musikalischer Stil jedoch eher an Melodic Death Metal im Stile von At the Gates, ältere Amon Amarth, Insomnium und Edge of Sanity erinnert.

## Diskografie

### Alben
- 2019: Pantheon of the Nightside Gods (Century Media)

### Singles
- 2018: Blackened Call
- 2019: Cathedrals of Mourning

### Fiktive Diskografie
- 2006: Quis Novit Daemonis Astus  (Eigenproduktion)
- 2009: Moth of Satanas (Eigenproduktion, später Døden Records)